# エフゲニー・ゴルベフ
エフゲニー・ゴルベフ（ロシア語: Евге́ний Кири́ллович Го́лубев, ラテン文字転写: Evgeny Kirillovich Golubev、1910年2月16日 - 1988年12月25日）は、ソビエト連邦の作曲家。

## 経歴
モスクワ出身。ニコライ・ミャスコフスキーの弟子であり、また1953年から1958年にかけてアルフレート・シュニトケを教えた。作品は少なくとも24の弦楽四重奏曲、7つの交響曲、3つのピアノ協奏曲（第3番はタチアナ・ニコラーエワに捧げられた）、ヴァイオリン協奏曲、チェロ協奏曲、ヴィオラ協奏曲、10のピアノソナタ（第6番はミャスコフスキーに捧げられた）、ヴァイオリンソナタ、チェロソナタ、トランペットソナタ、ピアノ五重奏曲、ハープ五重奏曲などがある。ハープ五重奏曲は、今日でも演奏の機会に恵まれている。

## 文献
- Finscher, Ludwig: Die Musik in Geschichte und Gegenwart, 2. Auflage, Kassel, Stuttgart 1994-2007
- Hollfelder, Peter: Die Klaviermusik, Hamburg 1999